# George Robert Waterhouse
Aquest autor és citat en taxonomia animal amb el nom «Waterhouse».
George Robert Waterhouse (1810 – 1888) fou un naturalista anglès.
El 1833, Waterhouse fou elegit bibliotecari i conservador dels insectes i dels registres de la Royal Entomological Society of London.
Esdevingué conservador del museu de la Societat Zoològica de Londres el 1836. Charles Darwin li confià l'estudi dels mamífers i escarabats recollits durant el viatge del Beagle. El 1843 esdevingué conservador ajudant de minerologia i geologia al Museu Britànic, esdevenint conservador en cap al 1851 amb la mort de Charles Konig. El 1857 la secció fou dividida i ell fou fet conservador de geologia, un càrrec que ocupà fins al 1880.
Waterhouse fou l'autor de l'obra A natural history of the Mammalia (1846-1848).
Era germà de Frederick George Waterhouse, també zoòleg.